# James May (cirujano vascular)
James May (9 de mayo de 1934-24 de marzo de 2021) fue un cirujano vascular y profesor universitario australiano. Hizo avances significativos en el diagnóstico y tratamiento de enfermedades vasculares, particularmente en las áreas de trastornos arteriales y venosos. Introdujo técnicas quirúrgicas endovasculares (mínimamente invasivas) para injertos arteriales en Australia. May fue Jefa de la División de Cirugía del Hospital Royal Prince Alfred de 1979 a 1995 y también fue Profesora Bosch de Cirugía en la Universidad de Sídney de 1979 a 2014. May recibió el honor civil más alto de Australia, Compañero de la Orden de Australia, en 2001.

## Primeros años de vida y educación
May nació el 9 de mayo de 1934 en la localidad australiana de Gulgong, donde sus padres regentaban un hotel.
: 1:30  Completó sus estudios universitarios en la Universidad de Sídney en 1958, obteniendo una Licenciatura en Medicina y una Licenciatura en Cirugía, seguida de una maestría en 1979, y su residencia en cirugía general tuvo lugar en el Royal Prince Alfred Hospital en Sídney.: 6:00  En 1964, asumió el cargo de investigador en la Universidad de California en San Francisco, en el campo de la cirugía de trasplantes. A esto le siguió un año en la Universidad de Mánchester en el Reino Unido.: 8:00, 11:00, 1:24:30  Siguió una formación especializada en cirugía vascular y obtuvo una beca del Real Colegio de Cirujanos de Australasia (RACS por sus siglas en inglés) en cirugía vascular.

## Carrera
May fue profesor Bosch de Cirugía en la Universidad de Sídney de 1979 a 2014. En el Hospital Royal Prince Alfred, fue Jefe de la División de Cirugía de 1979 a 1995, y también Jefe del Departamento de Cirugía General de 1979 a 1988.
En 1993, dirigió el equipo quirúrgico en Boston que trasplantó la mano de un paciente. El brazo derecho y la mano izquierda del paciente resultaron gravemente heridos en una explosión seis años antes, y su mano derecha fue trasplantada al brazo izquierdo para darle la posibilidad de una extremidad funcional. En 1997, May fue pionera en el proceso de utilizar la cirugía mínimamente invasiva y detener temporalmente el corazón para colocar un injerto con el fin de tratar un aneurisma de la aorta cerca del corazón. Esto permitió una colocación más precisa del injerto y mejoró las posibilidades de supervivencia de los pacientes.
Junto con el profesor John Harris, estableció el programa de Maestría en Cirugía por cursos, que comenzó en 2004. Tras jubilarse, fue nombrado profesor emérito y continuó enseñando a estudiantes de medicina.
Según el Real Colegio Australiano de Cirujanos, May fue responsable de introducir la disciplina de la cirugía endovascular en Australia. Formó parte de sociedades profesionales, incluida la Sociedad Internacional de Cirugía Endovascular (junta directiva), la Sociedad Internacional de Especialistas Endovasculares (junta directiva, incluso como presidente de 2005 a 2007) y la Sociedad Internacional de Cirugía Cardiovascular (presidente de 2001 a 2004). Ocupó cargos en los paneles editoriales de publicaciones profesionales, entre ellas el Australian and New Zealand Journal of Surgery, el Journal of Endovascular Surgery, el Journal of Endovascular Therapy, el Journal of Vascular Surgery, el Journal of Cardiovascular Surgery, los Annals of Vascular Diseases, y la Asian Journal of Surgery.
Los intereses de investigación de May estaban en el desarrollo de técnicas mínimamente invasivas para cirugía vascular. Publicó más de 400 artículos sobre cirugía, la mayoría centrados en mejorar los resultados de los pacientes, reducir las complicaciones quirúrgicas y explorar nuevas técnicas de tratamiento. A 2024, ResearchGate enumera 8817 citas de su trabajo.

## Premios y reconocimientos
En 1987, el Royal College of Surgeons (Inglaterra) otorgó a May la cátedra itinerante Sims Commonwealth. May recibió la medalla Henry Simpson de la Asociación Médica Australiana y el premio en cirugía, así como la beca Kellogg de la Fundación Kellogg (Estados Unidos). En 2009, la Sociedad de Cirugía Vascular (Estados Unidos) le otorgó el premio a la Trayectoria Distinguida.
En la lista de honores del cumpleaños de la Reina del 11 de junio de 2001, fue nombrado Compañero de la Orden de Australia «por su servicio al avance de la cirugía vascular en todo el mundo, particularmente por ser pionero en la introducción de métodos endoluminales para el tratamiento de arterias enfermas, colocando Australia a la vanguardia a nivel internacional en este campo».

## Vida personal
May estuvo casada dos veces: en 1959 con Judith, quien se convirtió en alcaldesa de la municipalidad de Woollahra, y nuevamente en 1994. Tuvo dos hijos del primer matrimonio y otros dos del segundo matrimonio.: 13:00 